# Vermutung (Recht)
Eine gesetzliche Vermutung regelt in der Rechtswissenschaft die Verteilung der Beweislast. 
Mittels einer Vermutung wird bei der Rechtsanwendung das Vorliegen einer bestimmten Tatsache nicht im Wege der Beweiserhebung ermittelt, sondern ihr Vorliegen wird kraft gesetzlicher Bestimmung als gegeben unterstellt (vermutet). Ist die Vermutung unwiderleglich oder der Beweis des Gegenteils nicht gelungen, hat der Richter sie seiner Entscheidung zugrunde zu legen (§ 292 ZPO).
Außer im Zivilprozess findet diese Regel entsprechende Anwendung im Arbeitsgerichtsverfahren (§ 46 Abs. 2 Satz 1 ArbGG), in der Verwaltungsgerichtsbarkeit (§ 173 VwGO) sowie in der Sozialgerichtsbarkeit (§ 202 SGG).

## Gesetzliche Vermutung

### Tatsachen- und Rechtsvermutung
Eine gesetzliche Vermutung kann sich auf Tatsachen beziehen (praesumtio facti) oder auf aus einer Tatsache abgeleitete Rechtsvermutungen (praesumtio iuris). 
Ist ein Pfand im Besitz des Verpfänders oder des Eigentümers, so wird vermutet, dass das Pfand ihm von dem Pfandgläubiger zurückgegeben worden sei (§ 1253 Abs. 2 Satz 1 BGB). Aus der Tatsache des Besitzes des Pfands wird auf die Tatsache der Rückgabe geschlossen bzw. die Rückgabe vermutet. 
Rechtsvermutungen enthalten beispielsweise § 1006 Abs. 1 S. 1 BGB: „Zugunsten des Besitzers einer beweglichen Sache (Tatsache) wird vermutet, dass er Eigentümer der Sache sei (Rechtsvermutung).“ oder § 891 Abs. 1 BGB: „Ist im Grundbuch für jemand ein Recht eingetragen (Tatsache), so wird vermutet, dass ihm das Recht zustehe (Rechtsvermutung).“

### Widerlegliche und unwiderlegliche Vermutung
Vermutungen können widerleglich (praesumtio iuris tantum) oder unwiderleglich (praesumtio iuris et de iure) sein. Im Regelfall sind sie widerleglich, wenn nicht gesetzlich die Unwiderleglichkeit angeordnet ist (§ 292 Satz 1 ZPO). 
Eine widerlegliche gesetzliche Vermutung kehrt die Beweislast um. Wer auf einem Werk als Urheber bezeichnet ist, wird gem. § 10 UrhG bis zum Beweis des Gegenteils (d. h. widerleglich) als Urheber des Werkes angesehen. Ein Beispiel ist auch § 477 BGB, wenn sich bei einer Kaufsache innerhalb von einem Jahr nach Übergabe ein Sachmangel zeigt. Zugunsten des Käufers wird die Mangelhaftigkeit bei der Übergabe vermutet. Der Verkäufer muss gegebenenfalls den vollen Beweis dafür führen, dass der Mangel bei Übergabe der Sache an den Käufer noch nicht vorgelegen hat.
Weil eine widerlegliche gesetzliche Vermutung zu einer Umkehr der Beweislast führt und nicht bloß zu einer Umkehr der Beweisführungslast, ist zu ihrer Widerlegung der Beweis des Gegenteils nötig. Es sind also Beweismittel vorzubringen, die das Gericht voll vom Vorliegen des Gegenteils überzeugen.
Ist eine Vermutung dagegen unwiderleglich, so ist der Beweis des Gegenteils unzulässig. Eine Beweiserhebung und die damit verbundenen Beweisschwierigkeiten sollen ja gerade vermieden werden. 
Ein Beispiel für eine unwiderlegliche Vermutung bildet im Ehescheidungsrecht § 1566 Abs. 2 BGB: „Es wird unwiderlegbar vermutet, dass die Ehe gescheitert ist, wenn die Ehegatten seit drei Jahren getrennt leben.“ Es spielt also gar keine Rolle, ob im konkreten Fall die Ehe vielleicht trotz des langen Getrenntlebens nicht gescheitert ist. Es ist vielmehr gerade Zweck des Gesetzes, dass das Gericht solche Mutmaßungen nicht anstellen muss.

## Abgrenzung

### Tatsächliche Vermutung
Tatsächliche Vermutungen (unechte Vermutungen, praesumtiones facti) fallen nicht unter § 292 ZPO. Sie wurden von der Rechtsprechung entwickelt und werden meist dem Anscheinsbeweis zugerechnet oder nach den Regeln über die freie richterliche Beweiswürdigung (§ 286 ZPO) behandelt. Beiden Methoden gemeinsam ist, dass sie von bestimmten Erfahrungsgesetzen, Erfahrungsgrundsätzen und einfachen Erfahrungssätzen ausgehen.
Eine tatsächliche Vermutung (eigentlich besser Vermutung über Tatsachen) liegt vor, wenn ein Gericht gestützt auf eigene oder Expertenerfahrungen von bewiesenen Tatsachen (Indizien) im Wege der Induktion auf nicht bewiesene Tatsachen schließen kann. So kann beispielsweise aus der Tatsache, dass die Temperatur zu einem bestimmten Zeitpunkt deutlich über dem Nullpunkt lag, aufgrund der allgemeinen Erfahrung über die Eigenschaften von Wasser geschlossen werden, dass eine bestimmte Person zu diesem Zeitpunkt nicht auf Glatteis ausgerutscht sein kann. Man sagt diesfalls, es bestehe eine tatsächliche Vermutung dafür, dass es am fraglichen Ort kein Glatteis gegeben habe. Wird über einen Internetanschluss eine Rechtsverletzung begangen, ist eine tatsächliche Vermutung für eine Täterschaft des Anschlussinhabers nicht begründet, wenn zum Zeitpunkt der Rechtsverletzung (auch) andere Personen diesen Anschluss benutzen konnten.
Wird das Vorliegen einer tatsächlichen Vermutung bejaht, so führt dies zu einer Umkehr der Beweisführungslast. Es liegt am Beweisgegner, die Überzeugung des Gerichts wieder zu zerstören, indem er weitere Beweismittel vorlegt. Dabei kann es aber nur um ein Erschüttern der Überzeugung gehen (also um das Säen von Zweifeln beim Gericht), nicht aber um den Beweis des Gegenteils (um das Begründen voller Überzeugung vom Gegenteil).

### Fiktion
Von der Vermutung abzugrenzen ist die rechtliche Fiktion. Die Fiktion nimmt einen Sachverhalt als gegeben an, der in Wirklichkeit nicht besteht. Damit wird die Ableitung sonst nicht gegebener Rechtsfolgen möglich.
Beispiel: Erbe kann nur werden, wer zur Zeit des Erbfalls lebt. Wer zur Zeit des Erbfalls noch nicht lebte, aber bereits gezeugt war (Nasciturus), gilt als vor dem Erbfall geboren und kann damit ausnahmsweise doch Erbe sein (§ 1923 BGB; § 22 i. V. m. § 536 öABGB bzw. flABGB).
Im Unterschied zur Vermutung ist die Fiktion nicht widerleglich. Im Ergebnis ähnelt die Fiktion damit der unwiderleglichen Vermutung. Der Unterschied liegt darin, dass eine unwiderleglich vermutete Tatsache auch in Wirklichkeit vorliegen kann, während die Fiktion anordnet, dass in Wirklichkeit nicht existierende Tatsachen als vorliegend zu betrachten sind.

### Auslegungsregeln
Auslegungsregeln wie § 154 Abs. 1 BGB, § 329 BGB oder § 2304 BGB legen "im Zweifel" den Sinn einer Willenserklärung in einer bestimmten Richtung fest, wenn im Wege der Beweisaufnahme kein entgegenstehender Wille ermittelt werden kann. Wird ein anderer Wille ermittelt, ist die Auslegungsregel nicht widerlegt, sondern unanwendbar. 